# Henri Bergson

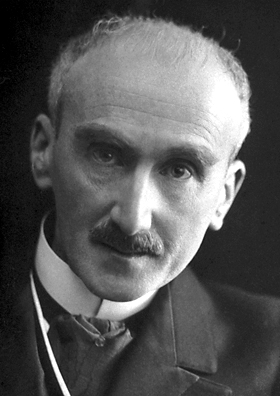
Henri Bergson (1927)

Henri-Louis Bergson (* 18. Oktober 1859 in Paris; † 4. Januar 1941 ebenda) war ein französischer Philosoph und Nobelpreisträger für Literatur 1927. Er gilt neben Wilhelm Dilthey als bedeutendster Vertreter der bei Arthur Schopenhauer und Friedrich Nietzsche vorgebildeten Lebensphilosophie.

## Leben und Karriere
Henri Bergson (wie er sich als Autor nannte) wurde in Paris geboren. Sein Vater Michał Bergson war ein polnischstämmiger jüdischer Komponist, seine Mutter Katherine Levison entstammte einer jüdischen Familie aus England und Irland. Seine frühe Kindheit verbrachte er überwiegend in London, bevor er mit acht Jahren, eher anglo- als frankophon, wieder in die französische Hauptstadt kam.

### Ausbildung
In Paris besuchte er von 1868 bis 1878 das Lycée Fontanes, wo er 1877 den Schulpreis für Mathematik erhielt, mit einer Problemlösung, die er anschließend sogar in einer mathematischen Fachzeitschrift veröffentlichen durfte. Dennoch entschied er sich nach dem Baccalauréat für ein Literatur- und Philosophiestudium und bewarb sich mit Erfolg um einen Studienplatz an der École normale supérieure (ENS), der Pariser Elitehochschule für die Lehramtsfächer.
Nach dem Studienabschlussexamen (licence) im Fach Literatur absolvierte er 1881 erfolgreich die Rekrutierungsprüfung (agrégation) für das Amt eines Gymnasialprofessors im Fach Philosophie und bekam eine Stelle an einem Gymnasium in Angers zugewiesen. 1883 wurde er nach Clermont-Ferrand versetzt. Neben seiner Unterrichtstätigkeit fand er, wie viele seiner Berufskollegen, Zeit zum wissenschaftlichen Arbeiten. So publizierte er 1884 eine Edition von ausgewählten Passagen aus den Werken des Lukrez, der er eine textkritische Studie und Ausführungen über die Philosophie des Autors beifügte und die in der Folgezeit mehrfach nachgedruckt wurde. Zugleich arbeitete er an seiner ersten größeren Schrift, die er 1889 unter dem Titel Essai sur les données immédiates de la conscience (dt. Zeit und Freiheit, 1911) an der Pariser Sorbonne als Dissertation (thèse d’État) einreichte. Mit dieser wurde er nach erfolgreich absolviertem Prüfungsverfahren, zu dem auch die Vorlage einer kurzen, lateinisch verfassten thèse supplémentaire gehörte, zum docteur des lettres promoviert (was etwa einer deutschen Habilitation entsprach).
Nach der Promotion und der Publikation seiner thèse, die er dem Bildungsminister als seinem Dienstherrn und ehemaligen Philosophie-Professor an der École Normale Supérieure widmete, hatte Bergson Anspruch auf den Wechsel an ein Gymnasium in Paris. Nach einer kurzen Beschäftigung am dortigen Collège Rollin erhielt er 1890 eine Stelle am renommierten Lycée Henri IV. Er heiratete 1892 und wurde Vater einer Tochter.

### Professor und Philosoph
1896 publizierte er seine zweite größere Schrift, Matière et mémoire (dt. Materie und Gedächtnis, 1908), in der er auch die zeitgenössische Hirnforschung berücksichtigte. 1897 wurde er als maître de conférences mit Vorlesungen an der École Normale Supérieure betraut, wo er kurz darauf zum Professor ernannt wurde.

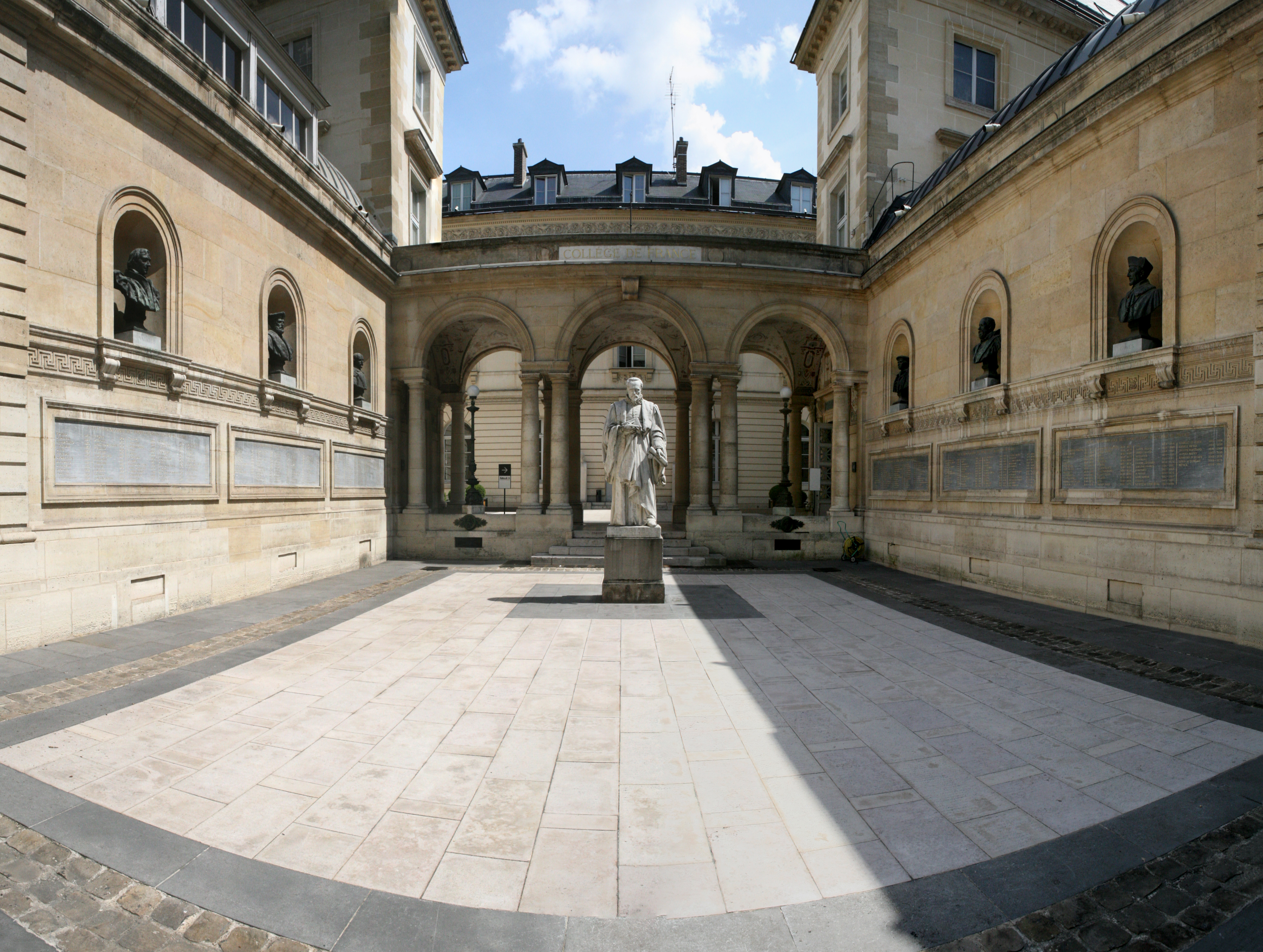
Henri Bergson lehrte ab 1900 am Collège de France

1900 druckte die Revue de Paris den Essay Le Rire (dt. Das Lachen, 1914), der 1901 in Form eines sehr erfolgreichen Buches erschien. Hierin versucht Bergson, eine Theorie des Komischen zu entwickeln, stimmt vor allem aber auch das Hohelied des künstlerischen Schöpfertums an und wurde damit zum Propheten einer ganzen Generation symbolistischer Literaten und Künstler.
Ebenfalls im Jahr 1900 wurde er auf den Lehrstuhl für Griechische Philosophie am Collège de France berufen, der prestigeträchtigsten aller französischen Bildungsinstitutionen. 1901 wählte ihn die Académie des sciences morales et politiques zum Mitglied.
Inzwischen fand er auch außerhalb Frankreichs Anerkennung: Auf dem ersten internationalen Philosophen-Kongress, der im August 1900 in Paris stattfand, hielt er einen Vortrag. Dessen Titel Sur les origines psychologiques de notre croyance à la loi de causalité („Über die psychologischen Ursprünge unseres Glaubens an das Gesetz der Kausalität“) bringt gut die nicht-rationalistische Tendenz Bergsons zum Ausdruck.
1903 publizierte er den programmatischen längeren Aufsatz Introduction à la métaphysique („Einführung in die Metaphysik“, 1909). Dem Titel zum Trotz führt er vor allem in sein eigenes Denken ein. 1904 hielt er auf dem zweiten internationalen Philosophen-Kongress in Genf den Vortrag Le Cerveau et la pensée: une illusion philosophique (Das Gehirn und das Denken: eine philosophische Illusion).
Im selben Jahr wechselte er im Collège de France auf den Lehrstuhl für moderne Philosophie. Damit erreichte er, 45 Jahre alt, den Höhepunkt seiner beruflichen Karriere.
1907 erschien seine dritte große Schrift: L’Évolution créatrice („Die schöpferische Entwicklung,“ 1912). Als kritischer Beitrag zur Evolutionstheorie gedacht, die Bergson für zu deterministisch hielt, wurde sie auch außerhalb der Fachwelt verbreitet. Sie wurde mit 21 Auflagen in zehn Jahren sein bekanntestes und meistgelesenes Werk und verschaffte ihm einen festen Platz unter den in Frankreich häufigen und geachteten philosophischen Schriftstellern. Neben Le Rire war L’Évolution der wichtigste Grund, Bergson später für den Literaturnobelpreis vorzuschlagen.

### Begegnungen, Vorträge, Ehrungen von 1908 bis 1921
1908 traf er in London den US-amerikanischen Philosophen William James, mit dem er schon in brieflichem Kontakt gestanden hatte. James war angetan vom 17 Jahre jüngeren französischen Kollegen und dessen Ideen und machte ihn in der anglophonen Welt bekannt. Bergson schrieb zu einer Übersetzung von James ins Französische ein Vorwort, das seine Skepsis gegenüber der Philosophie des Pragmatismus nicht verbirgt.
Im April 1911 besuchte Bergson den internationalen Philosophen-Kongress in Bologna. Dort hielt er den Vortrag L’Intuition philosophique („Die philosophische Intuition“), um die Intuition – verstanden als eine präzise philosophische Methode – hervorzuheben. Im selben Jahr wurde er nach England eingeladen, unter anderem nach Oxford, wo er über das Thema La Perception du changement (dt. „Die Wahrnehmung des Wandels“) sprach. Dort erhielt er seine erste Ehrendoktorwürde. Weitere Aufenthalte machte er in Birmingham und London, wo er über Vie et conscience („Leben und Bewusstsein“) bzw. La Nature de l’âme („Die Natur der Seele“) dozierte. 1911 wurde er zum korrespondierenden Mitglied der British Academy gewählt.
1913 folgte er einer Einladung der New Yorker Columbia University und las dort über Spiritualité et liberté (Geistigkeit und Freiheit). Vorträge in anderen amerikanischen Städten folgten. Im Herbst wurde ihm der Vorsitz der British Society for Psychical Research angetragen, wo er sich mit dem Vortrag Phantoms of Life and Psychic Research einführte.
Das Jahr 1914 war für Bergson besonders erfolgreich. Als bedeutender französischer Autor, dessen Schriften inzwischen auch in zahlreiche andere Sprachen übersetzt wurden, wurde er in die Académie française aufgenommen, darüber hinaus zum Vorsitzenden der Académie des sciences morales et politiques gewählt sowie zum „Offizier“ der Ehrenlegion und zum „Offizier der Volksbildung“ (officier de l’Éducation nationale) ernannt.
Als im selben Jahr (ähnlich wie es schon vorher manche sozialistischen Politiker und Gewerkschafter getan hatten) eine Bewegung liberaler „Neo-Katholiken“ ihre Vorstellungen mit Ideen Bergsons zu stützen versuchte, setzte Rom seine drei Hauptwerke auf den Index.
Mit Beginn des Ersten Weltkriegs im August 1914 engagierte sich Bergson mit patriotischen Artikeln und Vorträgen, um die Moral der französischen Truppen zu stärken, die Position Frankreichs zu verklären und dem Deutschen Reich Imperialismus vorzuwerfen. Nach dem Eintritt der USA in den Krieg 1917 reiste er als Mitglied einer diplomatischen Delegation dorthin und warb auf einer Vortragtournee für die Sache Frankreichs.
1919 gaben seine Freunde eine schon vor dem Krieg geplante zweibändige Sammlung kürzerer Texte heraus, die um den zentralen Begriff der ‚force mentale‘ (der geistigen Kraft) kreisen, unter dem Titel L’Énergie spirituelle („Die seelische Energie“, 1928).
1920 erhielt Bergson den Ehrendoktortitel der Universität Cambridge. Im Herbst durfte er seine Pflichtvorlesungen am Collège de France an einen Vertreter (Édouard Le Roy) delegieren, um nur zu schreiben. 1921 gab er seinen Lehrstuhl am Collège de France auf.

### Aktivitäten ab 1921
1921 war er Gründungsmitglied und erster Präsident der Commission Internationale de la Coopération Intellectuelle, einer Vorläuferinstitution der UNESCO, die im Rahmen des Völkerbundes in Genf aktiv war.
1927 wurde Bergson der Nobelpreis für Literatur verliehen, den er aber nicht in Stockholm entgegennehmen konnte. Seit 1925 plagten ihn rheumatische Schmerzen, die seinen Körper lähmten und deformierten. Seine Dankesrede verlas in Stellvertretung der französische Minister Armand Bernard.
Wegen seiner Krankheit immer zurückgezogener lebend, vollendete er 1932 sein letztes größeres Werk Les deux sources de la morale et de la religion („Die beiden Quellen der Moral und Religion“, 1933). Seine Überlegungen zum Zusammenhang von Gesellschaft, Moral und Religion fanden Achtung, wurden aber nur noch wenig diskutiert.

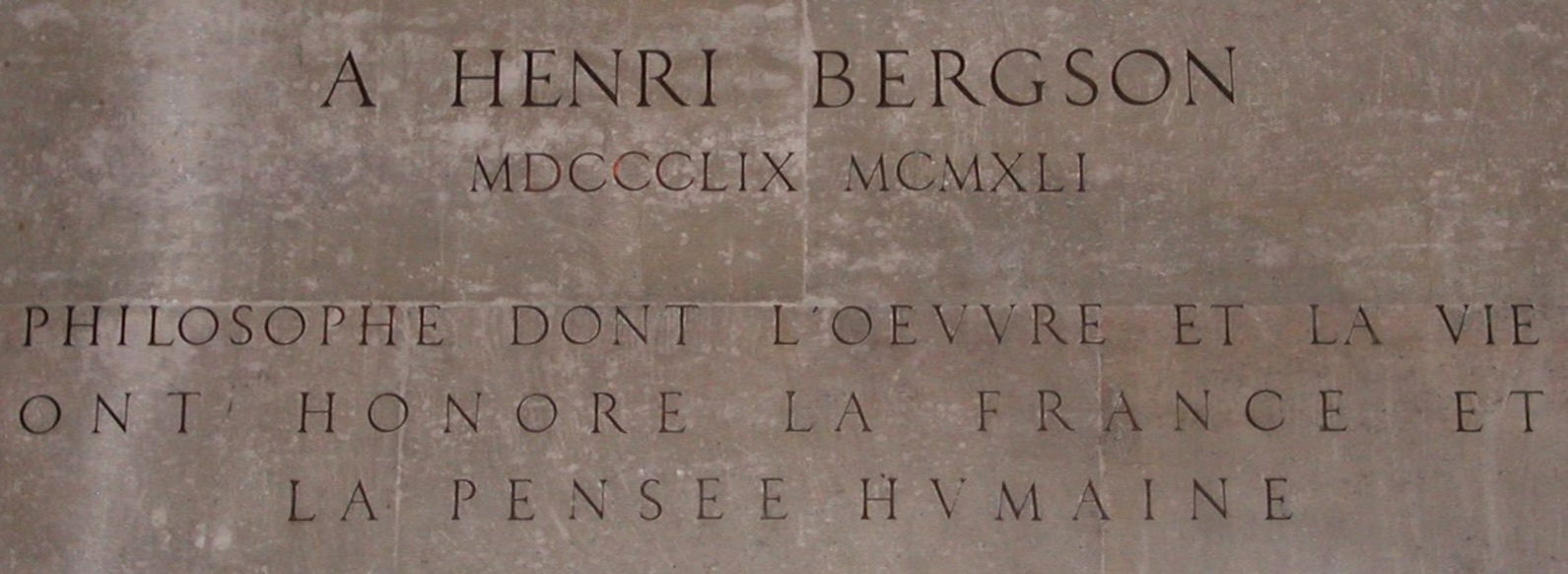
Gedenktafel im Panthéon

Spätestens mit den Deux sources hatte er sich christlich-mystischen Vorstellungen angenähert und erwog, zum Katholizismus zu konvertieren. Doch angesichts des auch in Frankreich anschwellenden Antisemitismus wollte er seine jüdischen Wurzeln nicht verleugnen. So verzichtete er 1940 demonstrativ auf alle seine Auszeichnungen, Titel und Mitgliedschaften und ließ sich als Juden eintragen, als das Vichy-Regime des Marschalls Philippe Pétain jüdische Franzosen gesetzlich zu diskriminieren begann.
An seinem Grab sprach seinem Wunsch gemäß ein katholischer Priester das Totengebet.

## Begriffélan vital
Bergsons markantestes Philosophem ist der Begriff élan vital, den er in seiner Philosophie des Lebendigen („Die schöpferische Entwicklung“, frz. zuerst 1907, dt. 1912) in genauer Kenntnis der Lebenswissenschaften seiner Zeit entfaltet. Ein weiteres Hauptwerk ist das 1896 erschienene Buch Matière et Mémoire („Materie und Gedächtnis“), in dem er eine weder idealistische noch empiristische Theorie der Wahrnehmung und der Beziehung von Körper und Geist entfaltet. Damit reagiert Bergson auf die zeitgenössische Psychologie. Er setzt sich außerdem mit der Physik seiner Zeit auseinander (Durée et Simultanité, 1922) sowie mit der Ethnologie und Soziologie („Die beiden Quellen der Moral und der Religion“, 1932). Dabei entwickelt er einen durchlaufenden Gedanken: das Neue als Neues zu sehen, die klassische repräsentationslogische und identitätslogische Philosophie und ihre Wirkung auf die einzelnen Wissenschaften durch eine neue, dem Werden als Charakteristikum des (sozialen) Lebens angemessene Philosophie zu ersetzen. Bergson war ein Philosoph der Wissenschaften, genauer ein „Denker des Wissens des Lebendigen“, wie es Georges Canguilhem formuliert.
Während für Kant Raum und Zeit noch gleichberechtigte Formen unserer Anschauung sind und in der Einsteinschen Raumzeit bis auf ein Vorzeichen formal gleich behandelt werden, unterscheidet Bergson sie stärker. Der Raum ist für ihn eine in sich homogene Summe von Punkten, die von Objekten eingenommen werden kann. Die rational und analytisch verfahrende Naturwissenschaft, so Bergson, betrachtet nur diesen Raum bzw. Teile davon. Wenn sie vorgibt, Zeit zu messen, misst sie in Wahrheit nur Bewegung im Raum, also die aufeinanderfolgenden Veränderungen der räumlichen Lage der Objekte. Eine derart physikalisch verstandene Zeit ist „fragmentiert“. Die Zeit, vor allem die der lebendigen Dinge, ist dagegen für Bergson nicht in Abschnitte einteilbar; sondern die unteilbare Bewegung selbst, das ständige, unvorhersehbare und irreversible Anders-Werden oder die „Dauer“ (la durée). Bergson illustriert sein Konzept der Dauer anhand eines Gedankenexperiments, bei dem Zucker in einem Wasserglas gelöst wird. Mithilfe dieses einfachen Experiments gelingt es Bergson, darauf aufmerksam zu machen, dass es eine Zeitlichkeit jenseits der mechanisierten Zeitmessung gibt: ein spannungsvolles Warten, eine Konzentration auf das Geschehen, das keineswegs als Passivität zu deuten ist, sondern ein aktives Moment in Form der Anpassung an den Rhythmus des Ereignisses einschließt. Auch die anorganische Materie hat ihre Dauer: Sie unterliegt der Entropie. Vor allem aber im Bereich des Lebendigen – mit dem sich das Hauptwerk Evolution créatrice auseinandersetzt – gilt, dass die Entwicklung nicht in Abschnitte einteilbar und virtuell nebeneinanderzulegen ist, sondern im ununterbrochenen Schaffen von Neuem besteht.
Bergson trennt Materie und Leben nicht absolut: Das Leben bedarf der anorganischen Materie, deren Energie es sich zunutze macht; zudem partizipieren beide an der Dauer. Andererseits sind beide doch einander entgegengesetzt: Die anorganische Materie ist Energieverfall, das Leben Aufschwung. Diesen beiden Seinssphären sind verschiedene Formen der Erkenntnis zugeordnet: Der Raum bzw. die anorganische Materie wird durch den analytischen Verstand erfasst, die Dauer durch die philosophische Methode der Intuition, anders gesagt durch den Versuch, die Dinge sub specie durationis zu verstehen, durch Prozessbegriffe, die sich an die Bewegung anschmiegen. Die Wissenschaften der anorganischen Natur, die Technik und die alltäglichen Wissensformen bedienen sich zu Recht der analytischen Methode, insofern sie dazu da sind, sich der „Materie zu bemeistern“. Der Philosophie hingegen, vielleicht auch den Lebenswissenschaften, ist eine andere, ihrem Gegenstand adäquate Methode unentbehrlich, wollen sie das Leben verstehen.
Bergson bedient sich des Begriffs élan vital (der mit „Lebenskraft“ schlecht übersetzt ist, da Bergson keine „Kraft“ annimmt), um die Entwicklung des Lebendigen zu charakterisieren, das für ihn mit der Tendenz der anorganischen Materie zur Entropie kontrastiert. Der élan vital bezeichnet den „Aufschwung“ als die gemeinsame Bewegung der lebendigen Dinge (der Arten, Gattungen, Individuen), die mit einer zunehmenden Explosivität, energetischen Potentialität und Beweglichkeit sowie entsprechender kognitiver Aktivität einhergeht. Mit dem Darwinismus setzt sich Bergson hier sehr genau auseinander; er bezeichnet ihn – wie auch den Neodarwinismus, den Neolamarckismus und den Neofinalismus – als „mechanistisch“: Diese Theorien verstünden nicht, das Neue zu denken, für sie sei der Zufall stets nur ein Stellvertreter kausaler Prozesse; sie sähen „alles als gegeben“ an. Bergson schlägt anstelle des von Herbert Spencer übernommenen Evolutionsgedankens und anstelle der Deszendenz-Theorie Darwins sowie anderer Evolutionsbiologien die Theorie der „schöpferischen Entwicklung“ vor und mit ihr eine andere Sicht auf dieselben empirischen Phänomene. Im Übrigen betont er stets, dass er „absolut“ auf dem Boden der Evolutionsbiologie stehe.

## Rezeption
Die frühe Rezeption Bergsons vor allem in Frankreich entfaltete ihre eigene Dynamik und ignorierte die Differenziertheit von Bergsons Argumentation und dessen genaue Kenntnis der zeitgenössischen Wissenschaften. Nach der Einschätzung seines Schülers Jean Guitton etwa hat Bergson wesentlich dazu beigetragen, das moderne Denken wieder für Phänomene der Religion zu öffnen. Auch wird bis heute, infolge jener frühen Rezeption, Bergsons Philosophie als „Antiintellektualismus“, „Antirationalismus“, als „Zerstörung der Vernunft“ missverstanden.
Guitton sagt aber auch: „Mehr als jeder andere hatte Bergson die großen begrifflichen Veränderungen geahnt, die die Quantentheorie mit sich bringen sollte. In seinen Augen, wie in der Quantenphysik, ist die Realität weder kausal noch lokal: Raum und Zeit sind Abstraktionen, reine Illusionen“. Die mathematische Zeit ist eine Form des Raumes. Die Zeit, die zum Wesen des Lebens gehört, nennt Bergson, wie oben erwähnt, Dauer. Dieser Begriff ist fundamental und wird in seinem ganzen Werk immer wieder erwähnt, zuerst in seiner 1889 erschienenen Dissertation Essai sur les données immédiates de la conscience („Zeit und Freiheit“, 1911). Bergson hat einmal bemerkt, dass jeder, der wahrhaft Philosoph sei, in seinem ganzen Leben einen einzigen Gedanken verfolge, den er stets erneut zu formulieren suche. Dieser Gedanke ist bei Bergson der, die Zeit angemessen zu denken, und er zieht sich durch Bergsons ganzes Werk.
In Materie und Gedächtnis wird die Beziehung zwischen Geist und Materie neu gefasst, nämlich weder idealistisch noch realistisch, sondern durch die Analyse des Gedächtnisses (der gelebten Zeit), das „der genaue Schnittpunkt von Geist und Materie“ ist.
Es existieren mehrere Monografien über Bergson, insbesondere eine von Frédéric Worms. Zu erwähnen sind die Annales bergsoniennes sowie die umfangreichen Nachworte und Lektüren in der Édition critique, die von den Presses Universitaires de France veröffentlicht wurden. Außerdem liegt eine Interpretation von Gilles Deleuze (Bergson zur Einführung) vor. Auch der kurze Artikel Bergson im Werden von Maurice Merleau-Ponty zeigt die Bedeutung Bergsons auf.

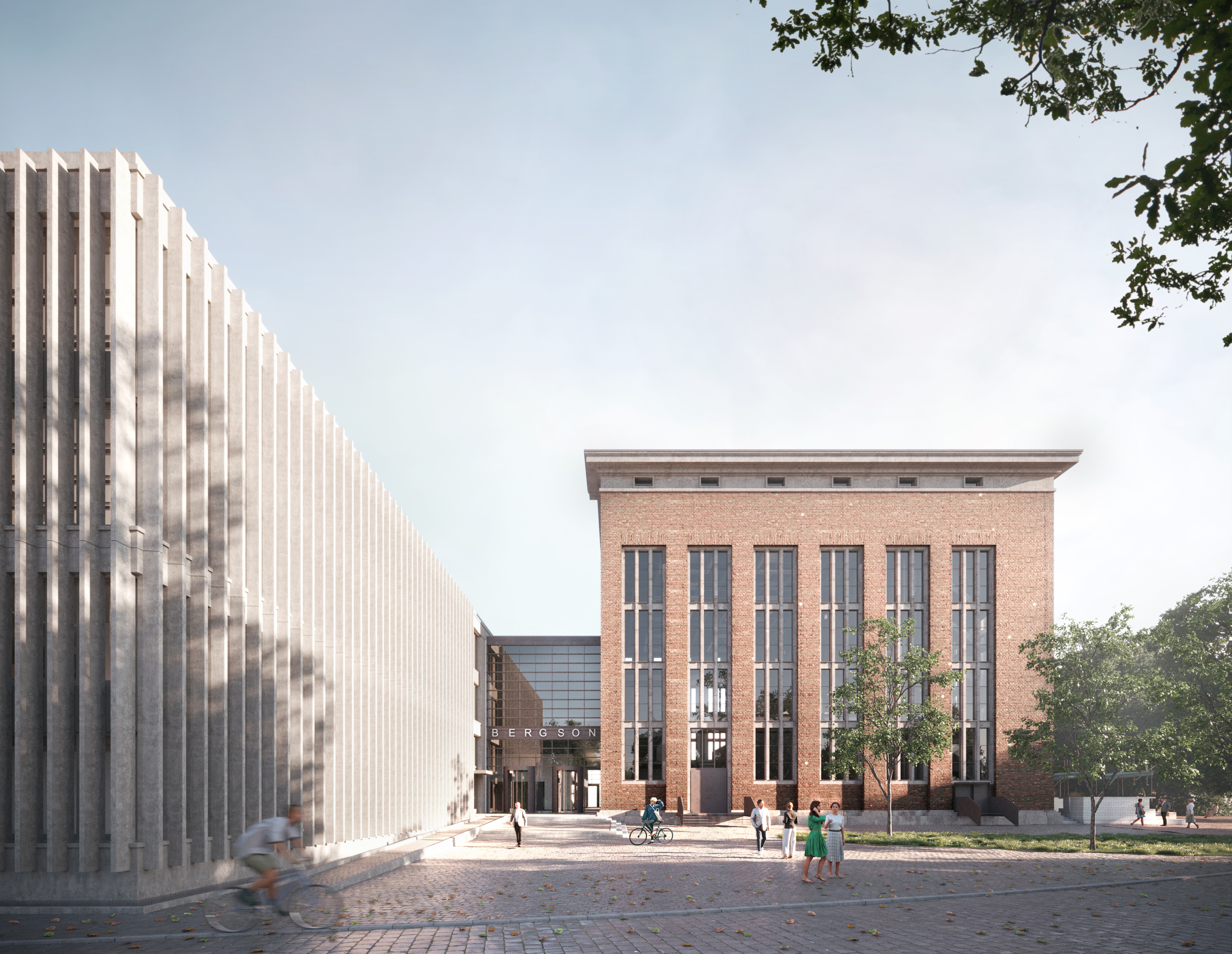
Bergson Kunstkraftwerk (2024)

Nach dem Zweiten Weltkrieg geriet Bergson zunächst in Vergessenheit. Lange galt er allenfalls bei Philosophiehistorikern als lohnendes Studienobjekt, auch wenn das hohe Niveau seines Denkens weiterhin unbestritten war. Seit kurzem – verstärkt u. a. durch die Neuinterpretation von Gilles Deleuze und durch das hundertjährige Jubiläum des Hauptwerkes – erlebt Bergsons Philosophie weltweit einen Aufschwung. Sie erscheint vielen wie kaum eine andere als geeignet, eine Philosophie des biologischen Zeitalters zu ermöglichen, eines Zeitalters, das vom Beginn des 21. Jahrhunderts datiert wird. Zudem hat Deleuze ausgehend von Bergson eine neue Philosophie entfaltet, deren internationale Resonanz beträchtlich ist: einen „neuen Vitalismus“, wie er sagt, oder eine „Philosophie der Differenz“.
In München wurde im Jahr 1947 eine Straße nach Bergson benannt; ein in der Nähe liegendes ehemaliges Heizkraftwerk wurde 2024 als „Bergson Kunstkraftwerk“ eröffnet.

## Auszeichnungen
- 1901: Mitglied der Académie des sciences morales et politiques (1914 Vorsitzender)
- 1911: Auswärtiges Mitglied der Accademia dei Lincei
- 1914: Offizier der Ehrenlegion
- 1919: Assoziiertes Mitglied der Académie royale des Sciences, des Lettres et des Beaux-Arts de Belgique
- 1920: Ehrendoktor der Universität Cambridge
- 1923: Ehrenmitglied (Honorary Fellow) der Royal Society of Edinburgh[11]
- 1927: Nobelpreis für Literatur
- 1928: Mitglied der American Academy of Arts and Sciences
- 1930: Großkreuz der Ehrenlegion

## Werke
Die Einführung von Gilles Deleuze enthält Hinweise zu Bergsons Buchpublikationen. Diese Aufstellung ist im folgenden Werkverzeichnis berücksichtigt.
- 1888: Quid Aristoteles de loco senserit & Essai sur les donées immédiates de la conscience. Thèse lettres Université Paris.
- 1889: Essai sur les donées immédiates de la conscience. Alcan, Paris OCLC 409378290 Online durch Université du Québec à Chicoutimi.
  - Deutsche Ausgabe: Zeit und Freiheit. Eine Abhandlung über die unmittelbaren Bewußtseinstatsachen. Aus dem Französischen übersetzt von Paul Fohr. Eugen Diederichs Verlag, Jena 1911.
  - Lizenzausgabe der 2. Auflage von 1920: Zeit und Freiheit. Westkulturverlag Anton Hain, Meisenheim am Glan 1949.
  - Nachdruck der Lizenzausgabe: Zeit und Freiheit. Vorwort von Henri Bergson (1888) und Anmerkungen von Konstantinos P. Romanòs. Athenäum, Frankfurt am Main 1989, ISBN 3-610-04735-6.
- 1896: Matière et mémoire. Essai sur la relation du corps à l’esprit. Alcan, Paris, Online durch Université du Québec à Chicoutimi.
  - Deutsche Erstausgabe: Materie und Gedächtnis. Essai zur Beziehung zwischen Körper und Geist. Autorisierte und von Henri Bergson selbst durchgesehene Übertragung. Mit einer Einführung von Wilhelm Windelband. Eugen Diederichs Verlag, Jena 1908.
  - Deutsche Neuausgabe (1919): Materie und Gedächtnis. Eine Abhandlung über die Beziehung zwischen Körper und Geist. Aus dem Französischen neu übersetzt von Julius Frankenberger. Eugen Diederichs Verlag, Jena 1919.
  - Nachdruck: Eine Abhandlung über die Beziehung zwischen Körper und Geist. (= Philosophische Bibliothek, Band 441). Mit einer Einleitung von Erik Oger. Felix Meiner Verlag, Hamburg 1991.
  - Deutsche Neuausgabe (2015): Materie und Gedächtnis. Versuch über die Beziehung zwischen Körper und Geist. (= Philosophische Bibliothek, Band 664). Aus dem Französischen neu übersetzt von Margarethe Drewsen. Mit einer Einleitung von Rémi Brague. Felix Meiner, Hamburg 2015, ISBN 978-3-7873-2523-8.
- 1900: Le rire. Essai sur la signification du comique. Alcan, Paris, Online durch Université du Québec à Chicoutimi.
  - Deutsche Erstausgabe: Das Lachen. Aus dem Französischen übersetzt von Julius Frankenberger und Walter Fränzel. Eugen Diederichs Verlag, Jena 1914, Online im Projekt Gutenberg.
  - Deutsche Neuausgabe: Das Lachen. Ein Essai über die Bedeutung des Komischen. Aus dem Französischen übersetzt von Roswitha Plancherel-Walter. Arche, Zürich 1972.
- 1903: Introduction à la métaphysique. In: Revue de métaphysique et de morale 11/1:1 (1903), S. 1–36.
  - Deutsche Erstausgabe: Einführung in die Metaphysik. Autorisierte Übertragung. Aus dem Französischen übersetzt von R. Bendemann. Eugen Diederichs, Jena 1909.
- 1907: L’Évolution créatrice. Alcan, Paris, Online durch Université du Québec à Chicoutimi, Nobelpreis 1927.
  - Deutsche Erstausgabe: Schöpferische Entwicklung. Aus dem Französischen übersetzt von Gertrud Kantorowicz und von Henri Bergson autorisiert.[13] Eugen Diederichs, Jena 1921, Online durch die Universität Mannheim.
  - Deutsche Neuausgabe: Schöpferische Evolution. (= Philosophische Bibliothek, Band 639). Aus dem Französischen übersetzt von Margarethe Drewsen. Mit einer Einleitung von Rémi Brague. Felix Meiner, Hamburg 2014, ISBN 978-3-7873-2688-4.
- 1919: L’Énergie spirituelle. Essais et conférences. Alcan, Paris 1919, Online durch Université du Québec à Chicoutimi.
  - Die seelische Energie. Aufsätze und Vorträge. Aus dem Französischen übersetzt von Eugen Lerch. Eugen Diederichs, Jena 1928.
- 1922: Durée et simultanéité. A propos de la théorie d’Einstein. Alcan, Paris, Online durch Université du Québec à Chicoutimi.
  - Nachdruck in: Mélanges. Herausgegeben von André Robinet. Presses Universitaires de France, Paris 1972.[14]
- 1932: Les deux sources de la morale et de la religion. Alcan, Paris Online
  - Deutsche Erstausgabe: Die beiden Quellen der Moral und der Religion. Aus dem Französischen übersetzt von Eugen Lerch. Eugen Diederichs, Jena 1932.
  - Nachdruck: Die beiden Quellen der Moral und der Religion. Aus dem Französischen übersetzt von Eugen Lerch. Walter Verlag, Olten/Freiburg im Breisgau, 1980.
  - Deutsche Zweitausgabe: Die beiden Quellen der Moral und der Religion. (= Philosophische Bibliothek, Band 592). Aus dem Französischen übersetzt von Eugen Lerch. Mit einem Essay von Ernst Cassirer: Henri Bergsons Ethik und Religionsphilosophie. Felix Meiner, Hamburg 2019, ISBN 978-3-7873-3181-9.
- 1934: La Pensée et le mouvant. Essais et conférences. Alcan, Paris Online
  - Deutsche Erstausgabe: Denken und schöpferisches Werden. Aufsätze und Vorträge. Aus dem Französischen übersetzt von Leonore Kottje. Mit einer Einleitung von Friedrich Kottje. Westkulturverlag Anton Hain, Meisenheim am Glan 1948.
  - Nachdruck: Denken und schöpferisches Werden. Aufsätze und Vorträge. Aus dem Französischen übersetzt von Leonore Kottje. Mit einer Einleitung von Friedrich Kottje und einem Nachwort von Konstantinos P. Romanòs. Syndikat, Frankfurt am Main 1985.
- 1959: Œuvres. Mit Anmerkungen von André Robinet und einer Einleitung von Henri Gouhier. Presses Universitaires de France, Paris.[15]
- 1972: Mélanges. L’Idée de lieu chez Aristote, Durée et simultanéité, correspondance, pièces diverses, documents. Mit Anmerkungen von André Robinet in Zusammenarbeit mit Rose-Marie Mossé-Bastide, Martine Robinet und Michel Gauthier. Mit einem Vorwort von Henri Gouhier. Presses Universitaires de France, Paris.[15]

### Einführungen
- Gilles Deleuze: Le bergsonisme. (= Initiation philosophique, Nr. 76). Presses Universitaires de France, Paris 1966.
  - Deutsche Ausgabe: Henri Bergson zur Einführung. Herausgegeben, aus dem Französischen übersetzt und mit einem Vorwort versehen von Martin Weinmann. Junius, Hamburg 1989, 5. korrigierte Auflage 2020, ISBN 978-3-88506-336-0.
- Vladimir Jankélévitch: Premières et Dernières Pages. Éditions du Seuil, Paris 1994.
  - Deutsche Ausgabe: Bergson lesen. Teilübersetzung. Aus dem Französischen übersetzt von Jürgen Brankelien. Vorwort, Anmerkungen und Bibliographie von Françoise Schwab. Turia + Kant, Wien 2004, ISBN 3-85132-383-1.
- Leszek Kołakowski: Henri Bergson. Ein Dichterphilosoph. Piper, München 1985, ISBN 3-492-05204-5.
- Maurice Merleau-Ponty: L'union de l'âme et du corps chez Malebranche, Biran et Bergson. Vrin, Paris ISBN 978-2-7116-1333-5.

### Einzelaspekte
- Heike Delitz: Bergson-Effekte. Aversionen und Attraktionen im französischen soziologischen Denken. Velbrück, Weilerswist 2015, ISBN 978-3-95832-043-7.
- Pierre-Alexandre Fradet: Derrida-Bergson. Sur l’immédiateté. Hermann, Paris 2014, ISBN 978-2-7056-8831-8.
- Henri Gouhier: Bergson dans l’histoire de la pensée occidentale. Vrin, Paris 1989, ISBN 2-7116-1006-3.
- Henri Hude: Bergson. 2. Aufl. Editions Karéline, Paris 2009, ISBN 978-2-35748-037-7.
- Vladimir Jankélévitch: Henri Bergson. Quadrige / Presses Universitaires de France, Paris 1959, 3. Auflage 2008, ISBN 978-2-13-056875-9.
  - Deutsche Ausgabe: Henri Bergson. Aus dem Französischen übersetzt von Ulrich Kunzmann. Suhrkamp, Berlin 2022, ISBN 978-3-518-58791-1.
- Guy Lafrance: La philosophie sociale de Bergson. Sources et interprétation. Université d’Ottawa, 1974.
- Peter Mennicken: Die Philosophie Henri Bergsons und der Geist der modernen Kunst. Diss. phil. Universität Köln, 1921.
- Viola Nordsieck: Formen der Wirklichkeit und der Erfahrung. Henri Bergson, Ernst Cassirer und Alfred North Whitehead. Karl Alber Verlag, München/Freiburg im Breisgau 2015, ISBN 978-3-495-48735-8.
- Emil Ott: Henri Bergson. Der Philosoph moderner Religion. (= Aus Natur und Geisteswelt, Band 480). Teubner, Leipzig 1914.
- Lothar Peter: Lebensphilosophie und Gesellschaftskritik. Anmerkungen zur Bergson-Rezeption von Max Horkheimer. In: Lendemains. Études comparées sur la France. Vergleichende Frankreichforschung. Stauffenburg, Tübingen, Jg. 23, # 90, H. 2, 1998, ISSN 0170-3803, S. 57–82.
- Alexis Philonenko: Bergson ou de la philosophie comme science rigoureuse. Cerf, Paris 1994, ISBN 2-204-04924-7, (Passages).
- Marc Rölli (Hrsg.): Ereignis auf Französisch. Von Bergson bis Deleuze. Wilhelm Fink, München 2004, ISBN 3-7705-3939-7.
- Dennis Sölch: Prozessphilosophien. Wirklichkeitskonzeptionen bei Alfred North Whitehead, Henri Bergson und William James. Karl Alber, Freiburg im Breisgau 2014, ISBN 978-3-495-48690-0.
- Philippe Soulez, Frédéric Worms: Bergson. Biografie. (= Quadrige, Band 385). Presses Universitaires de France, Paris 2002, ISBN 2-13-053176-8.
- Peter Spateneder: Leibhaftige Zeit. Die Verteidigung des Wirklichen bei Henri Bergson. Zugl. Diss. phil. Universität Regensburg, 2005. Kohlhammer, Stuttgart 2007, ISBN 978-3-17-019694-0.
- Matthias Vollet: Die Wurzel unserer Wirklichkeit. Problem und Begriff des Möglichen bei Henri Bergson. Zugl. Diss., phil. Universität Mainz, 2004. Alber Verlag, Freiburg 2007, ISBN 978-3-495-48234-6.
- Mirjana Vrhunc: Bild und Wirklichkeit. Zur Philosophie Henri Bergsons. Zugl. Diss. phil. Humboldt-Universität, Berlin 1999. Fink, München 2002, ISBN 3-7705-3644-4.
- Frédéric Worms: Introduction à “Matière et Mémoire” de Bergson. Suive d’une breve introduction aux autres livres de Bergson. Presses Universitaires de France, Paris 1998, ISBN 2-13-048955-9
- Caterina Zanfi: Bergson und die deutsche Philosophie 1907–1932. Karl Alber, Freiburg im Breisgau 2018, ISBN 978-3-495-48962-8.

### Aufsätze
- Dietrich Heinrich Kerler: Henri Bergson und das Problem des Verhältnisses zwischen Leib und Seele. Kritische Anmerkungen zu Bergson’s Buch „Materie und Gedächtnis“. Erweiterter Sonderabdruck aus der Vierteljahresschrift für wissenschaftliche Philosophie (XL. 4). Heinrich Kerler Verlags-Conto, Ulm 1917.[16]
- Frank Kessler: Henri Bergson und die Kinematographie. In: KINtop. Jahrbuch zur Erforschung des frühen Films, 12, 2003, S. 12–16
- Rupert Sheldrake, David Lorimer: Die Schnittstelle zwischen Gehirn und Bewusstsein. In: Tattva Viveka, Bd. 7, 1997.[17]